# José Joaquim Ferreira de Moura
José Joaquim Ferreira de Moura (Vila Nova de Foz Coa, 1776 — 1829) foi um magistrado, diplomata e político que fez parte da Junta Provisional do Governo Supremo do Reino que se seguiu à Revolução Liberal do Porto e das Cortes Constituintes de 1821. Membro da loja maçónica Fortaleza (1820). Foi pai de João António Lobo de Moura, 1.º visconde de Moura.

## Biografia
Depois de exercer as funções de farmacêutico formou-se bacharel em leis pela Universidade de Coimbra.
Foi juiz de fora de Pinhel e de Aldeia Galega. Em 1808, quando era juiz de fora em Aldeia Galega, traduziu para a língua portuguesa, por ordem do general Jean-Andoche Junot, o Código civil de Napoleão.
Foi demitido das suas funções de magistrado judicial, passando então a trabalhar como advogado em Vila Nova de Foz Coa.
Foi vogal da Junta Provisional do Governo Supremo do Reino em 1820-1821.
Foi deputado às cortes constituintes de 1821, aliado de Manuel Fernandes Tomás, com quem fundou o periódico O Independente.
Exilou-se para Inglaterra em 1823, onde colaborou na edição do periódico Padre Amaro.
Regressou a Portugal em 1826, falecendo em 1829.